# 대룡산
대룡산(大龍山)은 대한민국 강원특별자치도 춘천시 동내면에 위치한 산이다. KBS춘천방송총국, 춘천문화방송, G1방송의 송신소가 산에 위치해있다.

## 방송 송신 시설
| 디지털TV   |                 |           |                      |      |                                       |
| 가상채널   | 방송국명        | 호출부호  | 물리채널             | 출력 | 가시청권                              |
| CH 6-1     | G1방송 TV       | HLCG-DTV  | CH 16                | 1㎾  | 춘천, 홍천 일부, 화천 일부, 철원 일부 |
| CH 7-1     | KBS춘천 DTV2    | HLCE-DTV  | CH 17                | 1㎾  | 춘천, 홍천 일부, 화천 일부, 철원 일부 |
| CH 9-1     | KBS춘천 DTV1    | HLKM-DTV  | CH 15                | 1㎾  | 춘천, 홍천 일부, 화천 일부, 철원 일부 |
| CH 10-1    | EBS 1TV         | HLQL-DTV  | CH 18                | 1㎾  | 춘천, 홍천 일부, 화천 일부, 철원 일부 |
| CH 10-2    | EBS 2TV         | HLQL-DTV  | CH 18                | 1㎾  | 춘천, 홍천 일부, 화천 일부, 철원 일부 |
| CH 11-1    | 춘천MBC DTV     | HLAN-DTV  | CH 14                | 1㎾  | 춘천, 홍천 일부, 화천 일부, 철원 일부 |
| FM라디오   |                 |           |                      |      |                                       |
| 주파수     | 방송국명        | 호출부호  |                      | 출력 | 가시청권                              |
| 92.3MHz    | 춘천MBC 라디오  | HLAN-SFM  |                      | 3㎾  | 춘천, 홍천 일부, 화천 일부, 철원 일부 |
| 94.5MHz    | 춘천MBC FM4U    | HLAN-FM   |                      | 3㎾  | 춘천, 홍천 일부, 화천 일부, 철원 일부 |
| 100.1MHz   | 춘천불교방송    | HLQM-FM   |                      | 3㎾  | 춘천, 홍천 일부, 화천 일부, 철원 일부 |
| 105.1MHz   | G1방송 Fresh-FM | HLCG-FM   |                      | 3㎾  | 춘천, 홍천 일부, 화천 일부, 철원 일부 |
| 지상파DMB  |                 |           |                      |      |                                       |
| 앙상블명   | 방송국명        | 호출부호  | 채널(주파수)         | 출력 | 가시청권                              |
| MY MBC     | MY MBC          | HLAN-TDMB | CH 13B (211.280MHz)  | 2㎾  | 춘천, 홍천 일부, 화천 일부, 철원 일부 |
| U-KBS      | KBS STAR        | HLKM-TDMB | CH 13B (213.008MHz)  | 2㎾  | 춘천, 홍천 일부, 화천 일부, 철원 일부 |
| U-KBS      | HD KBS STAR     | HLKM-TDMB | CH 13B (213.008MHz)  | 2㎾  | 춘천, 홍천 일부, 화천 일부, 철원 일부 |
| U-KBS      | KBS HEART       | HLKM-TDMB | CH 13B (213.008MHz)  | 2㎾  | 춘천, 홍천 일부, 화천 일부, 철원 일부 |
| U-KBS      | KBS MUSIC       | HLKM-TDMB | CH 13B (213.008MHz)  | 2㎾  | 춘천, 홍천 일부, 화천 일부, 철원 일부 |
| G1방송 DMB | Hi G1           | HLCG-TDMB | CH 13-C (214.736MHz) | 2㎾  | 춘천, 홍천 일부, 화천 일부, 철원 일부 |
| G1방송 DMB | Go G1           | HLCG-TDMB | CH 13-C (214.736MHz) | 2㎾  | 춘천, 홍천 일부, 화천 일부, 철원 일부 |

1. ↑  G1방송TV 채널명변경